# Delibazione
La delibazione o exequatur è la procedura giudiziaria che serve a far riconoscere, in un determinato Paese, un provvedimento emesso dall'autorità giudiziaria di un altro Stato.
In Italia il procedimento si svolge dinanzi alla Corte d'appello territorialmente competente e deve accertare che il procedimento straniero si sia svolto con le regole del contraddittorio, che la sentenza in oggetto sia passata in giudicato, che questa stessa sentenza non sia contraria a un'altra pronunciata in Italia e che non contenga statuizioni contrarie ai principi fondamentali dell'ordinamento giuridico italiano.
L'exequatur è anche il procedimento attraverso il quale uno Stato concede l'esecuzione di atti ecclesiastici sul proprio territorio. Un caso molto frequente di delibazione si ha in presenza di procedimenti civili per nullità del matrimonio, in quanto si deve conferire efficacia alle sentenze ecclesiastiche di nullità, in modo che sia permesso un nuovo matrimonio. Infatti in applicazione dell'accordo tra lo Stato italiano e la chiesa cattolica del 1984, modificativo della precedente normativa in materia prevista dal Concordato Lateranense del 1929, sono assoggettate a questa procedura le sentenze ecclesiastiche di nullità matrimoniale emesse dall'ordinamento giudiziario canonico. In virtù di tali accordi, la sentenza ecclesiastica di nullità di un matrimonio concordatario – riferita a quei matrimoni celebrati in forma canonica, cui sia seguita una trascrizione ai fini civili – può acquistare efficacia giuridica nella Repubblica italiana, previa istanza di delibazione. La delibazione della sentenza ecclesiastica deve essere richiesta da entrambe le parti interessate ovvero da una sola di esse sempre che, stante la conoscenza di tale iniziativa, l'altra parte non vi si opponga.
Con la riforma del diritto internazionale privato che ha avuto luogo, in Italia, per opera della legge n. 218/1995, gli articoli 796-805 del codice di procedura civile, che prima regolamentavano la delibazione delle sentenze straniere, sono stati abrogati. 
Si parla altresì di "exequatur" per far riferimento a quel provvedimento giurisdizionale attraverso il quale un Giudice dà esecuzione a un lodo arbitrale.

## L'exequatur in diritto consolare
La Convenzione di Vienna sulle relazioni diplomatiche del 1961 all'art. 12 definisce l'exequatur come il permesso che lo Stato di residenza accorda a un individuo designato dallo Stato di invio come console di carriera o console onorario. 
La concessione dell'exequatur è il presupposto necessario affinché un console possa esercitare le proprie funzioni; peraltro, la medesima Convenzione garantisce agli Stati un ampio margine di manovra, nella misura in cui stabilisce che, qualora uno Stato decida di non concedere l'exequatur a un console designato, non è tenuto a motivarne il diniego. La stessa libertà si applica poi alla possibilità di concedere o meno un'ammissione provvisoria dei consoli in attesa della concessione dell'exequatur, come anche alla facoltà di concedere l'exequatur stesso a un funzionario non capo di posto consolare. 
Ai sensi dell'art. 23 della suddetta Convenzione, qualora lo Stato territoriale ritenesse persona non grata il titolare di un posto consolare, può provvedere alla revoca dell'exequatur in maniera tale da far cessare tutti i benefici e le immunità di cui beneficiano i consoli – di carriera e onorari.
La data di concessione dell'exequatur determina infine l'ordine delle precedenze fra i consoli.
In Italia, ai fini della concessione dell'exequatur, viene seguita una diversa procedura a seconda che si tratti di un console di carriera o di un console onorario.
Nel primo caso, dopo aver ricevuto le lettere patenti (cioè il documento di nomina a console da parte dello Stato d'invio), il Cerimoniale Diplomatico della Repubblica provvede alla concessione dell'exequatur che ha una durata pari alla missione del console; tutto ciò ferma restando la già citata possibilità di revocare l'exequatur nel caso in cui lo Stato italiano ritenga persona non grata il Console in questione. Non è invece contemplata l'ammissione provvisoria all'esercizio delle proprie funzioni, salvo in casi di particolare urgenza e comprovata necessità.
Nel caso invece dei consoli onorari, la procedura è molto più articolata. L'ambasciata del Paese interessato comunica al Cerimoniale Diplomatico, tramite Nota verbale, il nominativo del candidato console onorario – nella maggior parte dei casi cittadino italiano – e la città sede del consolato con la circoscrizione di competenza, allegando le relative lettere patenti. A questo punto, prima di concedere l'exequatur, la Farnesina provvede all'acquisizione di taluni pareri presso le Direzioni Generali competenti nonché presso le varie Autorità locali sia sul candidato stesso (verificandone la fedina penale e assicurandosi che il predetto non ricopra cariche pubbliche e/o pubblici impieghi) sia sull'opportunità di istituire un consolato onorario in una determinata città. Solo in seguito a queste verifiche il Cerimoniale Diplomatico valuta se concedere o meno l'exequatur, la cui durata è di cinque anni – rinnovabili.
Va detto peraltro che l'Italia non riconosce per i consolati onorari né l'ammissione provvisoria né la possibilità di exequatur a un funzionario secondario.

## L'exequatur in diritto ecclesiastico
In diritto ecclesiastico veniva chiamato exequatur il provvedimento con il quale il re concedeva o negava la pubblicazione e l'attuazione delle disposizioni papali e di quelle delle autorità ecclesiastiche nazionali.

Dopo la Presa di Roma, la Legge delle guarentigie (1871) stabilì:
Art. 16. Sono aboliti l'exequatur, il placet regio ed ogni altra forma di assenso governativo per la pubblicazione ed esecuzione degli atti delle Autorità ecclesiastiche. Però, fino a quando non sia altrimenti provveduto nella Legge speciale di cui all'articolo 18, rimangono soggetti all'exequatur e placet regio gli atti di esse Autorità che riguardano la destinazione dei beni ecclesiastici e la provvista dei benefizi maggiori e minori, eccetto quelli della città di Roma e delle Sedi suburbicarie.
La legge in sostanza conservò il placet governativo sulle nomine dei vescovi e dei parroci.
Dopo l'Unità, circa la metà delle diocesi italiane resterà vacante, per il rifiuto del Governo di concedere il necessario 'placet' o 'exequatur' ai vescovi. A metà degli anni sessanta di 227 sedi vescovili, 108 erano vacanti. Ad esempio in Sicilia tra il 1860 e il 1868 otto diocesi su diciassette rimasero sede vacante, per un periodo compreso fra i 4 e i 12 anni: Agrigento, Catania, Messina, Caltagirone, Noto, Piazza Armerina, Monreale, Siracusa.
Il problema delle sedi vacanti si avviò verso la soluzione nell'ottobre del 1871, quando furono nominati 41 nuovi vescovi. Altri 61 saranno nominati negli anni successivi. Tuttavia, nel 1875 Minghetti annunciava ancora alla Camera che delle 94 domande di exequatur presentate per la nomina di nuovi vescovi, soltanto 28 erano state accettate dal Governo.
Durante i periodi di sede vacante il governo delle diocesi spettava ai vicari capitolari, con poteri limitati. Il loro compito non fu facile, anche perché la loro autorità non era sempre riconosciuta pacificamente da tutti i preti della diocesi, in particolare da quei canonici che all'elezione avevano espresso altre preferenze, e per il fatto che si trattava di un'autorità temporanea, destinata a cessare con la nuova nomina vescovile.